# Mid-year Internationals 2005
Die Mid-year Internationals 2005 (auch als Summer Tests 2005 bezeichnet) waren eine vom 16. April bis zum 23. Juli 2005 stattfindende Serie von internationalen Rugby-Union-Spielen zwischen Mannschaften der ersten und zweiten Stärkeklasse.
Höhepunkt war die Tour der British and Irish Lions nach Neuseeland. Aus diesem Grund trugen die vier Home Nations weniger Spiele aus als sonst üblich. Im Rahmen kurzer Touren traten weitere europäische Mannschaften gegen Teams der Südhemisphäre an: Italien gegen Argentinien und Frankreich gegen Südafrika. Hinzu kam die Serie Irland gegen Japan.

## Ergebnisse

### Woche 1
| 16. April 2005 16:00 UYT | Uruguay                                                    | 24 : 18        | Japan                                                                                  | Estadio Luis Franzini, Montevideo Zuschauer: 5.000 Schiedsrichter: Leonardo Borghi (Argentinien) |
| 16. April 2005 16:00 UYT | Versuche: Dugonjic Castillo (3) Erhöhungen: Castillo (2/2) | (5:15) Bericht | Versuche: Loamanu Ōhata Erhöhungen: Morita (1/2) Straftritte: Morita Dropgoals: Morita | Estadio Luis Franzini, Montevideo Zuschauer: 5.000 Schiedsrichter: Leonardo Borghi (Argentinien) |

### Woche 2
| 23. April 2005 15:00 ART | Argentinien | 68 : 36         | Japan | Buenos Aires Cricket & Rugby Club, Buenos Aires Zuschauer: 5.000 Schiedsrichter: Dave Pearson (England) |
| 23. April 2005 15:00 ART | Versuche: Albina Ayerza Bosch Genoud (2) Higgs (2) Leguizamón Strafversuch Erhöhungen: Miranda (2) Todeschini (5) Straftritte: Todeschini (3) | (28:23) Bericht | Versuche: Motoki Ōhata Onozawa Tachikawa Erhöhungen: Morita (2/4) Straftritte: Morita (3) Dropgoals: Morita | Buenos Aires Cricket & Rugby Club, Buenos Aires Zuschauer: 5.000 Schiedsrichter: Dave Pearson (England) |

### Woche 3
| 23. Mai 2005 20:00 MESZ | British and Irish Lions                                          | 25 : 25         | Argentinien                                                                | Millennium Stadium, Cardiff Zuschauer: 61.569 Schiedsrichter: Stuart Dickinson (Australien) |
| 23. Mai 2005 20:00 MESZ | Versuche: Smith Erhöhungen: Wilkinson Straftritte: Wilkinson (6) | (16:19) Bericht | Versuche: Núñez Piossek Erhöhungen: Todeschini Straftritte: Todeschini (6) | Millennium Stadium, Cardiff Zuschauer: 61.569 Schiedsrichter: Stuart Dickinson (Australien) |

| 24. Mai 2005 15:00 MESZ | Schottland                                                                                            | 38 : 7         | Barbarians                                | Pittodrie Stadium, Aberdeen Schiedsrichter: Nigel Owens (Wales) |
| 24. Mai 2005 15:00 MESZ | Versuche: Henderson Hall (5) Lamont Jacobsen Southwell Erhöhungen: Paterson (5) Straftritte: Paterson | (10:7) Bericht | Versuche: Lo Cicero Erhöhungen: Humphreys | Pittodrie Stadium, Aberdeen Schiedsrichter: Nigel Owens (Wales) |

| 28. Mai 2005 14:30 MESZ | England                                                                                                | 39 : 52         | Barbarians                                                                        | Twickenham Stadium, London Schiedsrichter: Stuart Dickson (Australien) |
| 28. Mai 2005 14:30 MESZ | Versuche: Sackey (2) Erinle Forrester Sanderson Erhöhungen: Goode (2) Vesty (2) Straftritte: Goode (2) | (13:17) Bericht | Versuche: Reihana (2) Sailor (2) Spencer Halstead Russell Erhöhungen: Reihana (6) | Twickenham Stadium, London Schiedsrichter: Stuart Dickson (Australien) |

### Woche 4
| 4. Juni 2005 15:00 EDT | Vereinigte Staaten  | 3 : 77         | Wales | Rentschler Field, East Hartford Zuschauer: 8.027 Schiedsrichter: Craig Joubert (Südafrika) |
| 4. Juni 2005 15:00 EDT | Straftritte: Hercus | (3:42) Bericht | Versuche: Charvis (2) C. Morgan K. Morgan Phillips Pugh Robinson Selley Sweeney Thomas R. Williams Erhöhungen: Sweeney (11) | Rentschler Field, East Hartford Zuschauer: 8.027 Schiedsrichter: Craig Joubert (Südafrika) |

| 5. Juni 2005 19:00 OESZ | Rumänien                                                       | 19 : 39         | Schottland                                                                                            | Stadionul Dinamo, Bukarest Zuschauer: 3.000 Schiedsrichter: Dave Pearson (England) |
| 5. Juni 2005 19:00 OESZ | Versuche: Săuan Erhöhungen: Dumbravă Straftritte: Dumbravă (4) | (13:19) Bericht | Versuche: Brown Henderson Lawson Murray Parks Paterson Erhöhungen: Paterson (3) Straftritte: Paterson | Stadionul Dinamo, Bukarest Zuschauer: 3.000 Schiedsrichter: Dave Pearson (England) |

### Woche 5
| 10. Juni 2005 19:10 NZST | Neuseeland | 91 : 0         | Fidschi | North Harbour Stadium, Albany Zuschauer: 23.533 Schiedsrichter: Nigel Whitehouse (Wales) |
| 10. Juni 2005 19:10 NZST | Versuche: Carter 5. erh. Howlett (2) 14. erh., 58. n.erh. Sivivatu (4) 18 erh., 43. n.erh., 57. erh., 71. n.erh. Umaga (2) 22. n.erh., 38. erh. Somerville 31. n.erh. Mauger 37. erh. A. Williams 45. erh. So’oialo 49. n.erh. Mealamu 64. erh. Muliaina 74. n.erh. Erhöhungen: Carter (5/8) Mauger (3/7) | (50:0) Bericht |         | North Harbour Stadium, Albany Zuschauer: 23.533 Schiedsrichter: Nigel Whitehouse (Wales) |

| 11. Juni 2005 15:00 SAST | Südafrika | 134 : 3        | Uruguay               | Buffalo City Stadium, East London Zuschauer: 9.800 Schiedsrichter: Donal Courtney (Irland) |
| 11. Juni 2005 15:00 SAST | Versuche: Chavhanga (6) Cronjé de Villiers (2) Fourie Habana (2) Januarie Joubert Rossouw Steenkamp Tyibilika van den Berg van der Westhuyzen Erhöhungen: Montgomery (6) van der Westhuyzen (7) Straftritte: Montgomery | (56:3) Bericht | Straftritte: Castillo | Buffalo City Stadium, East London Zuschauer: 9.800 Schiedsrichter: Donal Courtney (Irland) |

| 11. Juni 2005 15:00 AEST | Australien | 74 : 7  | Samoa                                  | Telstra Stadium, Sydney Zuschauer: 38.556 Schiedsrichter: Lyndon Bray (Neuseeland) |
| 11. Juni 2005 15:00 AEST | Versuche: Chisholm Elsom Latham Mortlock (2) Rathbone Rogers Sailor (2) Sharpe (2) Turinui Erhöhungen: Giteau (5) Mortlock (2) | Bericht | Versuche: Fanolua Erhöhungen: Talapusi | Telstra Stadium, Sydney Zuschauer: 38.556 Schiedsrichter: Lyndon Bray (Neuseeland) |

| 11. Juni 2005 15:00 | Kanada               | 3 : 60 EDT     | Wales | York Stadium, Toronto Schiedsrichter: Matt Goddard (Australien) |
| 11. Juni 2005 15:00 | Straftritte: Daypuck | (3:15) Bericht | Versuche: Broster Charvis Czekaj Morgan Popham Taylor Thomas (2) R. Williams Erhöhungen: Sweeney (6) Straftritte: Sweeney | York Stadium, Toronto Schiedsrichter: Matt Goddard (Australien) |

| 11. Juni 2005 18:10 ART | Argentinien                                                                          | 35 : 21         | Italien                                 | Estadio Padre Ernesto Martearena, Salta Zuschauer: 20.000 Schiedsrichter: Tappe Henning (Südafrika) |
| 11. Juni 2005 18:10 ART | Versuche: Arbizu Todeschini Erhöhungen: Todeschini (2/2) Straftritte: Todeschini (7) | (17:15) Bericht | Straftritte: Peens (6) Dropgoals: Peens | Estadio Padre Ernesto Martearena, Salta Zuschauer: 20.000 Schiedsrichter: Tappe Henning (Südafrika) |

| 12. Juni 2005 14:15 JST | Japan                   | 12 : 44        | Irland | Nagai-Stadion, Osaka Zuschauer: 12.108 Schiedsrichter: Nigel Owens (Wales) |
| 12. Juni 2005 14:15 JST | Straftritte: Morita (4) | (9:26) Bericht | Versuche: Best Bowe Maggs Sheahan Erhöhungen: Humphreys Staunton (2) Straftritte: Humphreys (2) Staunton (4) | Nagai-Stadion, Osaka Zuschauer: 12.108 Schiedsrichter: Nigel Owens (Wales) |

### Woche 6
| 17. Juni 2005 20:10 ART | Argentinien                                                                     | 29 : 30         | Italien                                                                   | Estadio Mario Alberto Kempes, Córdoba Schiedsrichter: Mark Lawrence (Südafrika) |
| 17. Juni 2005 20:10 ART | Versuche: Bouza Stortoni Erhöhungen: Todeschini (2) Straftritte: Todeschini (5) | (13:27) Bericht | Versuche: Canale Parisse Pez Erhöhungen: Peens (3) Straftritte: Peens (3) | Estadio Mario Alberto Kempes, Córdoba Schiedsrichter: Mark Lawrence (Südafrika) |

| 18. Juni 2005 15:00 SAST | Südafrika                                                                                                 | 30 : 30         | Frankreich                                                                                                   | Kings Park Stadium, Durban Zuschauer: 50.419 Schiedsrichter: Alan Lewis (Irland) m |
| 18. Juni 2005 15:00 SAST | Versuche: de Villiers Habana Erhöhungen: Montgomery (3) Straftritte: Montgomery (2) Dropgoals: Montgomery | (13:13) Bericht | Versuche: Bonnaire Candelon Nyanga Papé Erhöhungen: Élissalde (2) Straftritte: Élissalde Dropgoals: Michalak | Kings Park Stadium, Durban Zuschauer: 50.419 Schiedsrichter: Alan Lewis (Irland) m |

| 19. Juni 2005 14:05 JST | Japan                                                          | 18 : 47         | Irland                                                                              | Prinz-Chichibu-Rugbystadion, Tokio Zuschauer: 14.913 Schiedsrichter: Nigel Whitehouse (Wales) |
| 19. Juni 2005 14:05 JST | Versuche: Ōhata (2) Erhöhungen: Hirose Straftritte: Hirose (2) | (10:14) Bericht | Versuche: Dempsey Duffy (2) Humphreys Sheahan (2) Wallace Erhöhungen: Humphreys (6) | Prinz-Chichibu-Rugbystadion, Tokio Zuschauer: 14.913 Schiedsrichter: Nigel Whitehouse (Wales) |

### Woche 7
| 25. Juni 2005 15:00 SAST | Südafrika                                                                               | 27 : 13        | Frankreich                                                             | EPRU Stadium, Port Elizabeth Zuschauer: 35.000 Schiedsrichter: Donal Courtney (Irland) |
| 25. Juni 2005 15:00 SAST | Versuche: de Villiers Habana (2) Erhöhungen: Montgomery (3) Straftritte: Montgomery (2) | (20:6) Bericht | Versuche: Michalak Erhöhungen: Michalak Straftritte: Michalak Yachvili | EPRU Stadium, Port Elizabeth Zuschauer: 35.000 Schiedsrichter: Donal Courtney (Irland) |

| 25. Juni 2005 15:00 AEST | Australien                                                                                           | 69 : 21        | Italien                                                      | Docklands Stadium, Melbourne Zuschauer: 26.520 Schiedsrichter: Alan Lewis (Irland) |
| 25. Juni 2005 15:00 AEST | Versuche: Chisholm Giteau Gregan Lyons Paul Sailor Rogers Tuqiri (4) Erhöhungen: Giteau (6) Mortlock | (43:7) Bericht | Versuche: Bergamasco Lo Cicero Mannato Erhöhungen: Peens (3) | Docklands Stadium, Melbourne Zuschauer: 26.520 Schiedsrichter: Alan Lewis (Irland) |

| 25. Juni 2005 19:00 NZST | Neuseeland                                                                      | 21 : 3         | British and Irish Lions | Jade Stadium, Christchurch Zuschauer: 37.200 Schiedsrichter: Joël Jutge (Frankreich) |
| 25. Juni 2005 19:00 NZST | Versuche: Sivivatu A. Williams Erhöhungen: Carter (1/2) Straftritte: Carter (3) | (11:0) Bericht | Straftritte: Wilkinson  | Jade Stadium, Christchurch Zuschauer: 37.200 Schiedsrichter: Joël Jutge (Frankreich) |

### Woche 8
| 2. Juli 2005 14:00 MDT | Kanada                                                       | 22 : 15       | Argentinien                                                  | Calgary Rugby Park, Calgary Zuschauer: 2.173 Schiedsrichter: Rob Dickson (Schottland) |
| 2. Juli 2005 14:00 MDT | Versuche: Smith Erhöhungen: Daypuck Straftritte: Daypuck (5) | (9:0) Bericht | Versuche: Tiesi (2) Erhöhungen: Miranda Straftritte: Miranda | Calgary Rugby Park, Calgary Zuschauer: 2.173 Schiedsrichter: Rob Dickson (Schottland) |

| 2. Juli 2005 15:00 AEST | Australien                                                                                     | 37 : 31        | Frankreich                                                                                     | Suncorp Stadium, Brisbane Zuschauer: 50.826 Schiedsrichter: Nigel Williams (Wales) |
| 2. Juli 2005 15:00 AEST | Versuche: Larkham Latham Paul Sailor Turinui (2) Erhöhungen: Giteau Rogers Straftritte: Giteau | (15:7) Bericht | Versuche: Candelon Heymans Laharrague Traille Erhöhungen: Élissalde (4) Straftritte: Élissalde | Suncorp Stadium, Brisbane Zuschauer: 50.826 Schiedsrichter: Nigel Williams (Wales) |

| 2. Juli 2005 19:00 NZST | Neuseeland                                                                                 | 48 : 18         | British and Irish Lions                                                          | Westpac Stadium, Wellington Zuschauer: 39.800 Schiedsrichter: Andrew Cole (Australien) |
| 2. Juli 2005 19:00 NZST | Versuche: Carter (2) McCaw Sivivatu Umaga Erhöhungen: Carter (4/5) Straftritte: Carter (5) | (21:13) Bericht | Versuche: Easterby Thomas Erhöhungen: Wilkinson (1/2) Straftritte: Wilkinson (2) | Westpac Stadium, Wellington Zuschauer: 39.800 Schiedsrichter: Andrew Cole (Australien) |

### Woche 9
| 9. Juli 2005 19:00 NZST | Neuseeland                                                                                | 38 : 19         | British and Irish Lions                              | Eden Park, Auckland Zuschauer: 48.533 Schiedsrichter: Jonathan Kaplan (Südafrika) |
| 9. Juli 2005 19:00 NZST | Versuche: Gear Smith Umaga A. Williams Erhöhungen: McAlister (5/5) Straftritte: McAlister | (24:12) Bericht | Versuche: Moody Erhöhungen: Jones Straftritte: Jones | Eden Park, Auckland Zuschauer: 48.533 Schiedsrichter: Jonathan Kaplan (Südafrika) |

| 9. Juli 2005 20:00 AEST | Australien                                                                          | 30 : 12        | Südafrika                   | Telstra Stadium, Sydney Zuschauer: 61.534 Schiedsrichter: Kelvin Deaker (Neuseeland) |
| 9. Juli 2005 20:00 AEST | Versuche: Giteau (2) Larkham Mitchell Rogers Erhöhungen: Giteau Straftritte: Giteau | (18:3) Bericht | Straftritte: Montgomery (4) | Telstra Stadium, Sydney Zuschauer: 61.534 Schiedsrichter: Kelvin Deaker (Neuseeland) |

### Woche 10
| 23. Juli 2005 15:00 SAST | Südafrika                                                                                  | 33 : 20        | Australien                                                            | Ellis Park Stadium, Johannesburg Zuschauer: 60.486 Schiedsrichter: Steve Walsh (Neuseeland) |
| 23. Juli 2005 15:00 SAST | Versuche: de Villiers Fourie Habana Erhöhungen: Montgomery (3) Straftritte: Montgomery (4) | (23:8) Bericht | Versuche: Larkham Lyons Paul Erhöhungen: Mortlock Straftritte: Giteau | Ellis Park Stadium, Johannesburg Zuschauer: 60.486 Schiedsrichter: Steve Walsh (Neuseeland) |